# Clemens Arvay
Clemens G. Arvay (Graz, 1980. július 22. – 2023. február 18.) osztrák biológus, szakíró. Kiemelt figyelmet fordított az ezoterikus egészségökológiára és a COVID-19 pandémiás összeesküvés elméletekre.

## Életrajz
Miután eredetileg könyvkötőnek tanult, és közben elvégezte a középiskolát, 2005-ben tájgazdálkodási képesítést szerzett a grazi egyetemen (alapképzés). 2007-ben a bécsi Természettudományi és Élettudományi Egyetem alkalmazott növénytudományi mesterképzését is elvégezte.   
Ezt követően különböző pozíciókat töltött be, köztük a Hofer szupermarketlánc „Zurück zum Ursprung” (Vissza az eredethez) biomárka minőségi vezetőjét. Később Arvay ideiglenesen beosztást kapott az osztrák környezetvédelmi szervezetnél, a Global 2000. 2012 óta kizárólag szabadúszó szerzőként dolgozott.  

## Publikációk
2011-ben kiadta első nem szépirodalmi könyvét az elfelejtett zöldségfajokról. Der Große Bio-Schmäh című második könyvével széles olvasóközönséget ért el: A 2012-ben megjelent szerző a bioélelmiszerek állítólag képtökéletes világának kulisszái mögé vetett egy pillantást, amelyet „szenvedélyes és ezért hiteles beszámolónak” neveztek. Néhány héten belül a könyv felkerült az osztrák könyvkereskedői szövetség nem szépirodalmi könyvek bestsellerlistájára. 2013-ban egy további könyvében a „hatalomra éhes élelmiszer-konglomerátumok” visszaszorítását javasolta a regionális, kisüzemi gazdálkodás javára. Ezt a könyvet japánul is kiadták.
2014-ben összeállt Roland Düringer színésszel, és közösen megírták a „Leb wohl Schlaraffenland” (Isten veled, tejjel-mézzel folyó Kánaán) című könyvet, amelyben mindkét szerző megvitatta az „élet filozófiai kérdéseit”. Kísérletként Düringer úgy döntött, hogy a modern fejlődés eredményeit nem veszi igénybe, és a 40 évvel ezelőtti életmódnak megfelelően él. 
2014-ben megjelent könyvében ismét felvette az ipari gazdálkodás következményeit, és mindenekelőtt az élelmiszerek mesterséges egységesítésével kellett foglalkoznia a döntéshozók és az ipar részéről, valamint a nagyvállalatok gyakorlatával. A szerző a „Der Biophilia-Effekt” (The Biophilia Effect, 2015) és a „Das Biophilia-Training” (The Biophilia Training, 2016) című cikkekben elemezte az erdő gyógyító hatását. Arvay a két könyvben az erdőt a "világ legjobb fitnesztermének" nevezte; mindkét könyv bestseller lett. A „The Biophilia Effect” angol kiadása 2018-ban jelent meg. Marc Bekoff biológus előszavát tartalmazza.
Arvay ezt a témát egy „Der Heilungscode der Natur” (angol kiadás: The Healing Code of Nature, 2018) című könyvben vizsgálta felül. A munka konkrétan a növények és állatok emberi immunrendszerre gyakorolt pozitív hatásait tárgyalja. „Biophilia in der Stadt” (Biophilia in the City, 2018) című munkája a természet és a zöldterületek városi közegészségügyre gyakorolt hatásával foglalkozik. Gerald Hüther agytudós írta a könyv előszavát. A könyvben („Mit den Bäumen wachsen wir in den Himmel: Autistische Kinder mit der Heilkraft des Waldes fördern”. Erdőterápia és az autizmus spektruma – a gyermekek fejlődésének elősegítése a biodiverzitás révén, 2019) leírja az autizmussal élő gyermekek fejlődési lehetőségeit az erdőben spektrumát, magyarázatait a jelenlegi kutatással alátámasztva. 2019-ben a Cambridge Scholars Publishing kiadta az Erdőterápia Nemzetközi Kézikönyvét; két fejezetből áll, amelyeket Arvay írt. 2020-ban megjelentette a Wir können es bessert, amely összefüggést állított a környezeti károk, a biológiai sokféleség csökkenése, valamint a SARS-CoV-2 megjelenése és elterjedése között.

## Covid19-vita
A SARS-CoV-2 elleni vakcina kifejlesztésének rövidített klinikai jóváhagyási folyamatának nyilvános kritikusaként jelent meg. Erről a cikkről cikket tett közzé a Svájci Orvosi Lapban (Schweizerische Ärztezeitung). Meghívták az ORF osztrák köztévé panelbeszélgetésére, hogy beszéljen ezekről az aggályokról, és számos kapcsolódó videót tett közzé a YouTube-on. Arvay szerint állatkísérletekben az AZD1222 vakcinaválasztott jelölt nem ért el kellő védelmet a fertőzéssel szemben, és jelentős mellékhatásokhoz vezetett az I/II kombinált klinikai fázisokban.[forrás?] Fabian Schmidt a Deutsche Wellében írt, Arvay elbeszélést készített, miszerint a gyógyszeripar és az olyan befektetők, mint Bill Gates, az oltásokat bármilyen áron és haszonszerzés céljából piacra akarták hozni, még akkor is, ha ez veszélyezteti a közegészségügyet.[forrás?] Stephan Becker német virológus, aki a korai szakaszban részt vett az oltástanulmányban, nem osztotta Arvay aggályait.[forrás?]

## Halála
Holttestét 2023. február 18-án fedezték fel egy alsó-ausztriai erődítmény, a Türkensturz romjai közelében, egy szikla lábánál. A hatóság vizsgálatok alapján öngyilkosságot elkövetve leugrott és szörnyethalt, mások szerint sziklamászás során zuhanhatott le.